# براد بوث
براد بوث هو لاعب بوكر كندي، ولد في 20 سبتمبر 1976.